# Mangelia pulchrior
Mangelia pulchrior is een slakkensoort uit de familie van de Mangeliidae. De wetenschappelijke naam van de soort is voor het eerst geldig gepubliceerd in 1921 door Dall.